# Lucile Carter

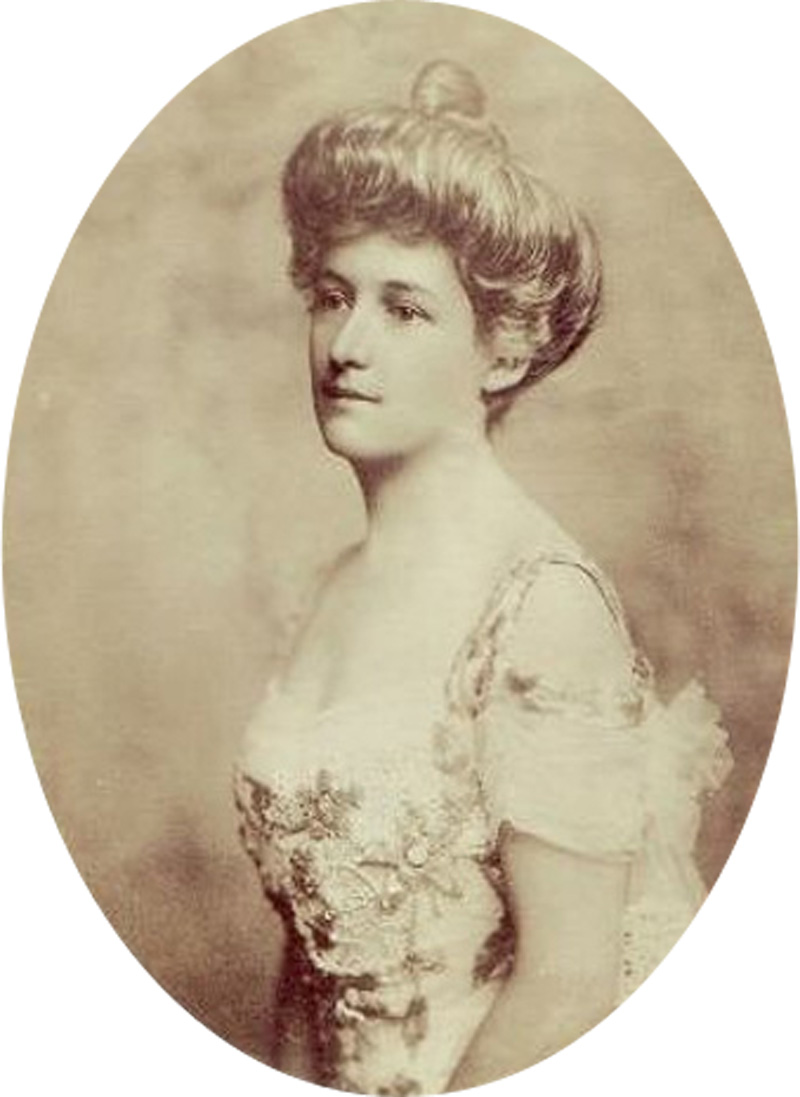
Lucile Carter, omkring år 1900.

Lucile Carter, född Lucile Stewart Polk 8 oktober 1875 i Baltimore i Maryland, död 26 oktober 1934 i Villanova i Pennsylvania, var en amerikansk societetsdam som under åren 1896–1914 var gift med den förmögne William Ernest Carter, vars far var en känd kolmagnat. Hon var tillsammans med honom och deras två barn överlevare från Atlantångaren RMS Titanics förlisning den 14 april 1912. Hon var avlägsen släkting till president James K. Polk.

## Ombord på Titanic
Familjen Carter steg på Titanic i Southampton som förstaklasspassagerare. William Carter tog med sig en splitter ny Renault på resan, och familjen reste i lyxiga hytter på det högt belägna b-däcket.
Efter att Titanic kolliderat med ett isberg kvällen den 14 april väckte William Carter familjen. Lucile Carter och hennes barn fick plats i Titanics livbåt fyra som var bland de sista att lämna skeppet. Även Madeleine Astor räddades i denna båt. William Carter tog sig istället ombord i den hopfällbara livbåt C samtidigt som Bruce Ismay steg i den. Om de båda männen fått tillåtelse att gå i båten blev aldrig helt klarlagt. Kvartersmästare George Rowe vittnade om att han inte hört någon be de två männen gå i båten, medan Ismay vidhöll att de fått tillåtelse. Familjen Carter blev därmed en av få där alla klarade sig med livet i behåll. Lucile Carter hyllades som hjälte efter katastrofen då hon hjälpt till att ro sin livbåt.
Lucile Carter begärde skilsmässa 1914 och sade då att familjen helt sonika lämnats i sticket av honom under förlisningen, och att han ombord på RMS Carpathia sagt till henne att han aldrig trott att hon skulle klara sig. Hon gifte om sig redan samma år och bytte efternamn till Brooke.

## Fotnoter
1. ↑  https://www.encyclopedia-titanica.org/titanic-survivor/william-carter.html
2. ↑  http://www.titanicinquiry.org/USInq/AmInq07Rowe01.php
3. ↑  http://chroniclingamerica.loc.gov/lccn/sn83030214/1914-05-30/ed-1/seq-1/
4. ↑  http://query.nytimes.com/gst/abstract.html?res=9502E2DA1730E733A25752C3A9679C946596D6CF&legacy=true
5. ↑  http://query.nytimes.com/gst/abstract.html?res=9B04EEDB1430E733A25752C0A96F9C946596D6CF&legacy=true